# Al-Sha'ab Hadramaut
L'Al-Sha'ab Hadramaut (in arabo شعب حضرموت)  è una società calcistica yemenita con sede ad Al-Mukalla.

## Palmarès

### Competizioni nazionali
- Campionato yemenita: 1

2019-2020
- Coppa di Yemen: 2

2000, 2006

### Altri piazzamenti
- Coppa dello Yemen:

finalista: 1996, 2003, 2008